# Goudstaart
De goudstaart (Tarsiger chrysaeus synoniem: Luscinia chrysaea) is een zangvogel uit de familie vliegenvangers (Muscicapidae).

## Verspreiding en leefgebied
Deze soort komt voor van de Himalaya tot centraal China en telt twee ondersoorten:
- T. c. whistleri: de noordwestelijke Himalaya.
- T. c. chrysaeus: van de centrale en oostelijke Himalaya tot centraal China en noordelijk Myanmar.